# Бассетт, Ричард
Ри́чард Ба́ссетт (англ. Richard Bassett; 17 апреля 1745 — 15 августа 1815) — американский политик, губернатор и сенатор от штата Делавэр.
Родился в Мэриленде. Изучал право в Филадельфии и адвокатское дело в Делавэре. Владел особняком и тремя домами в Делавэре и Мэриленде.
Был депутатом законодательного собрания штата Джорджия, Континентального конгресса, Филадельфийского конвента, Палаты представителей и Сената США. На Филадельфийском конвенте с речами не выступал. Впоследствии был сенатором США, судьёй и губернатором Делавэра.